# Kōjō Tanaka
Kōjō Tanaka (田中 光常, Tanaka Kōjō, 11 mai 1924 - 6 mai 2016) est un photographe japonais renommé.

## Biographie
Kōjō Tanaka est diplômé de l'université de Hokkaidō en 1944.
Il est lauréat de l'édition 1964 du prix de la Société de photographie du Japon dans la catégorie « espoirs ».